# 段豸
段豸（1472年—1511年），字世高，山西澤州人，明朝政治人物，正德間官棗強縣知縣。劉六劉七起義軍隊破城，段豸戰歿。

## 生平
弘治十四年（1501年）辛酉科順天府鄉試第十五名舉人，弘治十五年（1502年）聯捷進士。初授河南府推官，正德年间，授兵科都給事中，謫官棗強縣知縣。当时畿內纷乱，流寇四起。正德六年（1511年），劉六、劉七、齊彥名、楊虎等民变领袖合兵一处，以二千騎兵攻破棗強縣。段豸連戰不敌，身中四箭一槍，瞋目大呼，与敌人近战而死。叛军随后屠城。朝廷追贈太僕寺卿。《明史》将其事列入忠义传。

## 家族
曾祖段奉先；祖父段善，封監察御史贈知府；父段正，大中大夫布政司左參議。母周氏（封恭人）。慈侍下。有子段崇文，蔭錦衣衛百戶。

## 延伸阅读
[在维基数据编辑]
 《明史卷二百八十九》，出自《明史》